# Lauren Esposito (pesquisadora)
Lauren Esposito é Assistente e Curadora da área de Aracnologia na Academia de Ciências da Califórnia. Ela é a co-fundadora da rede 500 Cientistas Queer.

## Infância e educação
Esposito nasceu e cresceu na cidade de El Paso, Texas. Ela coleciona insetos em caixas de ovos, e em seu primeiro projeto de ciências da escola se interessou e estudou sobre a genética da coloração dos pombos. Esposito finalizou seu bacharelado em Biologia na Universidade do Texas em El Paso em 2003. Ela se interessou por escorpiões durante um trabalho da Fundação Nacional de Ciências realizada no Museu Americano de História Natural. Ela se mudou para a cidade de Nova York. Em 2011, ela completou o seu PhD na Universidade da Cidade de Nova Iorque e no Museu Americano de História Natural (Laboratório de Pesquisa Sistemática de Escorpiões). Sua dissertação final, "Sistemática e Biogeografia do Novo Mundo do Escorpião Genus Centruroides Marx, 1890", estudou a família de escorpiões Buthidae, da classe Arachnida.

## Pesquisa e Carreira

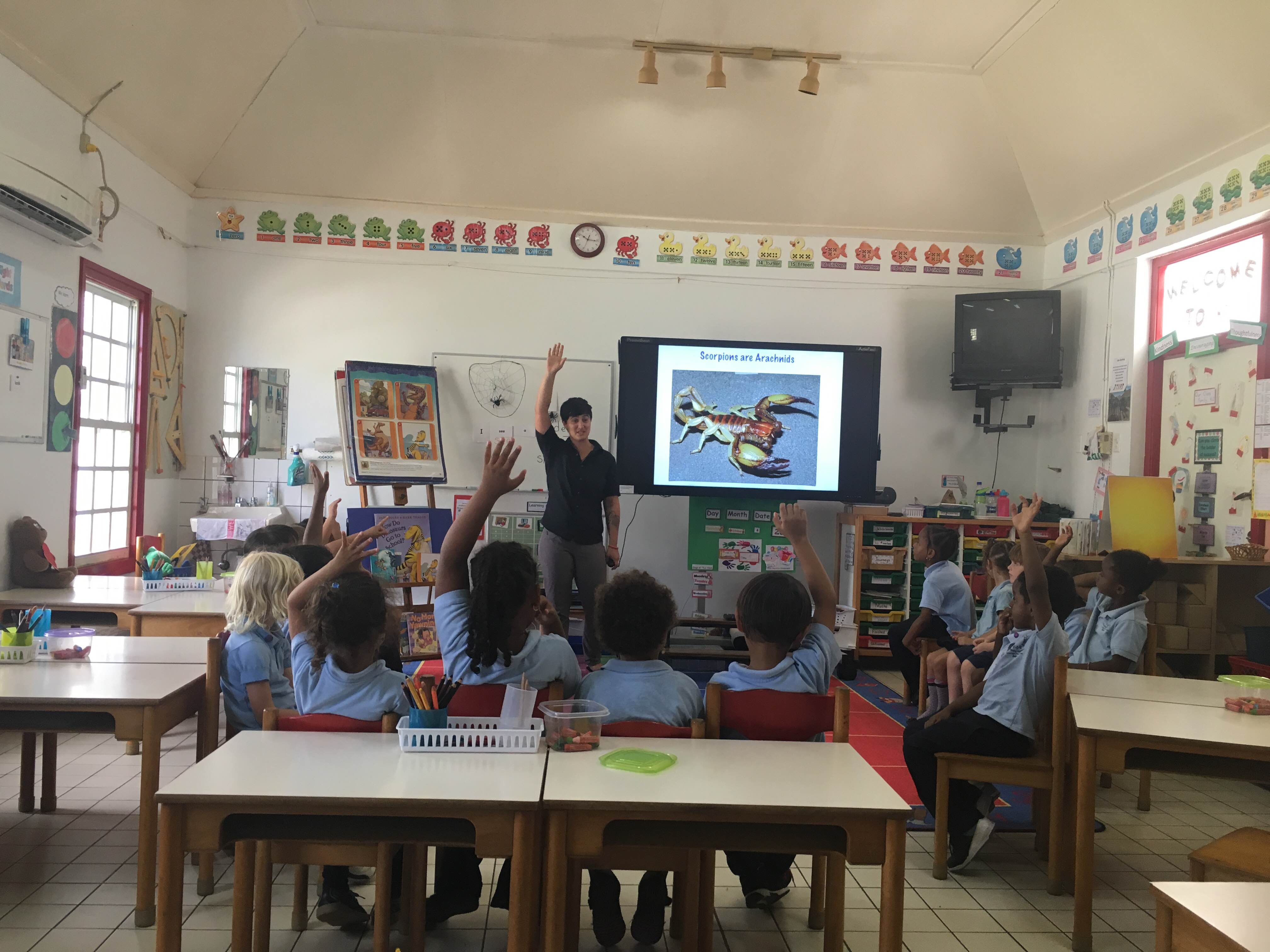
Esposito dando aula na Ilha de Saba

Em 2011 ela iniciou sua carreira na Universidade da Califórnia em Berkeley como pesquisadora de pós doutorado trabalhando com escorpiões caribenhos. Seu foco de estudo foi a biogeografia dos aracnídeos. Ela começou a fazer parte da Academia de Ciências da Califórnia em 2015 e é uma das únicas mulheres especialistas em escorpiões. Ela continuou seus estudos com a família de escorpiões buthidae na Academia de Ciências da Califórnia. Ela digitaliza e coleta informações genéticas de diversas espécies de escorpiões. Ela também está trabalhando com artrópodes nas planícies de sal da costa oeste da América. Atualmente, seu trabalho de pesquisa mais recente está relacionada a evolução dos escorpiões venenosos e a distribuições dos escorpiões na região do Caribe.
Em 2017, ela descobriu três novas espécies e duas novas gerações de escorpiões-de-calda. Ela detectou os escorpiões usando luz ultravioleta que estimula um corante fluorescente na armadura de escorpião. As novas espécies são do gênero Rhopalurus Thorell. Enquanto estava vivendo na floresta tropical de Penang Hill, Esposito identificou um novo escorpião fantasma. Em 2018 ela descobriu que escorpiões Centruroidinae chiam em atrito com estruturas similares a escovas em seus corpos. Ela contou a Revista Slate que o seu fato favorito sobre os escorpiões é que eles se comportam como mamíferos e ursos jovens.
Em 2014, Esposito foi a co-fundadora de Islands & Seas, uma organização sem fins lucrativos que apoia pesquisas de cientistas e educação em sua área de atuação em Baja California Sur, México. Ela lidera programas educacionais em Baja California e na Universidade de Columbia. Ela é a criadora da iniciativa 500 Queer Scientists (500 Cientistas Queer), uma comunidade LGBTQ+ de cientistas do mundo inteiro. Ela criou o 500 Queer Scientists depois de uma pesquisa com trabalhadores americanos das áreas Ciências, Tecnologia, Engenharia e Matemática que identificou que 40% dos cientistas LGBTQ+ não haviam 'saído do armário' para seus colegas. Ela fez aparições na Science Friday e na Public Radio International.
Em Fevereiro de 2019, ela recebeu o prêmio Walt Westman pela NOGLSTP em reconhecimento da sua iniciativa para a comunidade LGBTQ+ por 500 Queer Scientists.